# Eva Baltasar
Eva Baltasar (Barcelona, 26 de agosto de 1978) es poeta y escritora. Licenciada en Pedagogía por la Universitat de Barcelona. En 2008 debutó como poeta con Laia, libro que ganó el Premi Miquel de Palol. Entre los años 2009 y 2017 ha publicado nueve poemarios más, todos ellos premiados.
Se ha dicho[¿quién?] de su poesía que es intimista, una poesía del cuerpo con rasgos a menudo filosóficos y conceptuales. Son recurrentes sus referencias al lesbianismo, la experiencia de habitar el propio cuerpo, la maternidad o el acceso a un imaginario íntimo como forma de soportar la realidad.
En 2018 debutó en narrativa con Permafrost, novela que ganó el Premi Llibreter y que ha vendido los derechos de traducción a seis idiomas. Permafrost encabeza un tríptico donde la autora explora en primera persona la voz de tres mujeres distintas que viven las contradicciones propias de su tiempo. 
En 2020 se publicó la segunda entrega del tríptico, Boulder, novela que ha obtenido el premio Òmnium a la Mejor Novela del Año 2020.
A finales de diciembre de 2024 le fue otorgada la Medalla de Oro al Mérito en las Bellas Artes aprobada por el Consejo de Ministros, a propuesta del ministro de Cultura español.

## Obra literaria
Novela
- Permagel. Club Editor, 2018[4] (Premio Llibreter,[5] Premio L'Illa dels Llibres,[6] finalista longlist Prix Médicis Étranger 2020[7])
- Boulder. Club Editor, 2020 (Premio Òmnium a la mejor novela del año en lengua catalana 2020, finalista Prix Les Inrockuptibles 2022,[8] finalista longlist International Booker Prize 2023[9])
- Mamut. Club Editor, 2022
- Ocaso y fascinación. Random House, 2024

Poesía
- Laia. Columna, 2008[10] (Premio Miquel de Palol)[11]
- Atàviques feres. Cossetània, 2009[12] (Premio Ramon Comas i Maduell)[13]
- Reclam. Institut d'Estudis Ilerdencs, 2010 (Premio Les Talúries)[14]
- Dotze treballs. Pagès, 2011 (Premio Benet Ribas, Premios Recvll)[15]
- Medi aquàtic. Pagès, 2011 (Premio Màrius Torres)[16]
- Poemes d'una embarassada. Pagès, 2012 (Premio Jordi Pàmias)[17]
- Vida limitada. Món de Llibres, 2013[18] (Premio Miquel Àngel Riera)[19]
- Animals d'hivern. Edicions 62, 2016[20] (Premio Gabriel Ferrater)[21]
- Neutre. Bromera, 2017[22] (Premio Ibn Jafadja)[23]
- Invertida. Lleonard Muntaner, 2017[24] (Premio Mallorca)[25]

## Otros reconocimientos
- Premio Continuarà de Cultura Rtve 2019[26]